# Francia Raisa

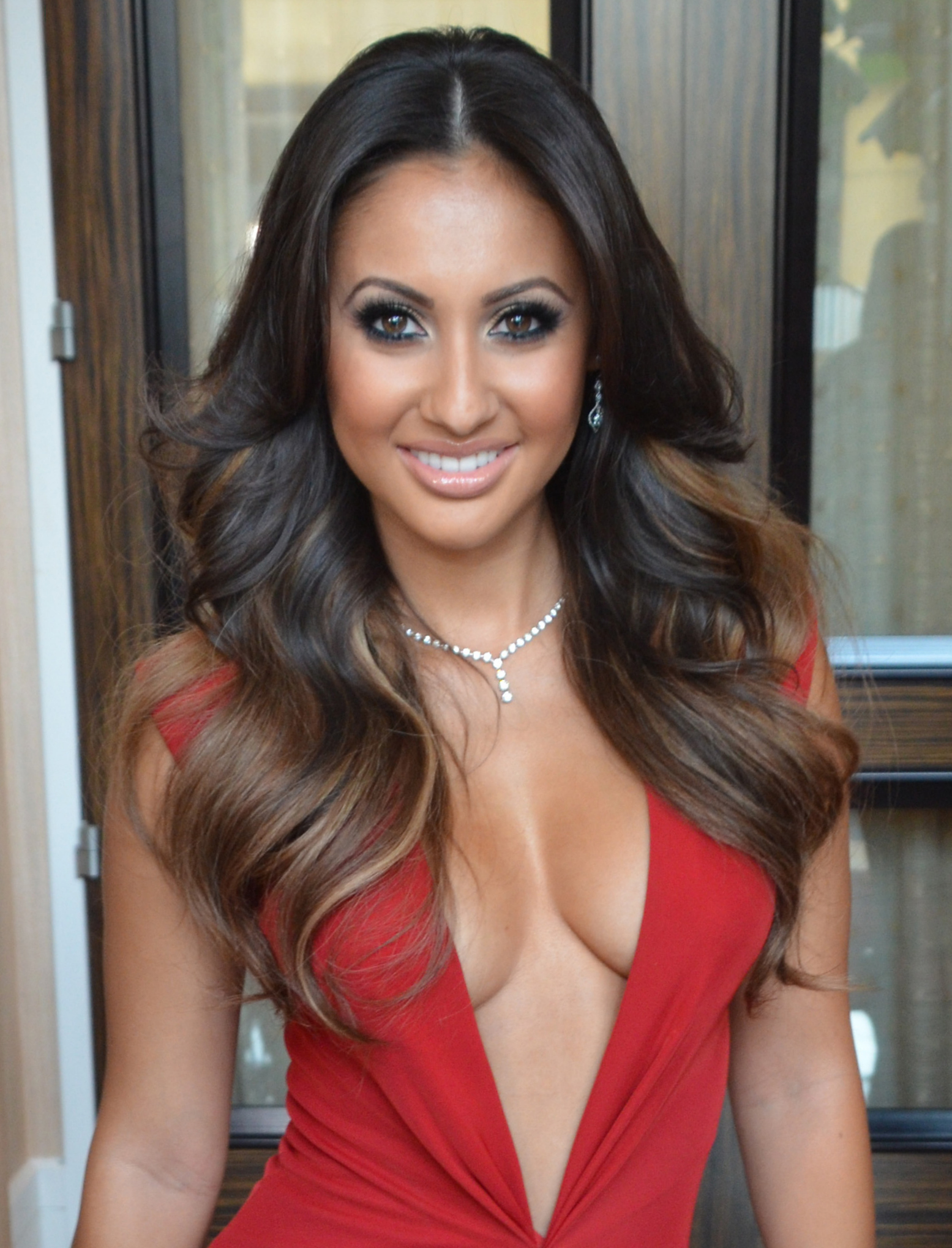
Francia Raisa im August 2012

Francia Raisa Almendárez, bekannt als Francia Raisa, seltener Francia Almendárez (* 26. Juli 1988 in Los Angeles, Kalifornien), ist eine US-amerikanische Schauspielerin.

## Leben und Karriere
Raisa wurde im Sommer 1988 als Tochter des Radiomoderators Renán Almendárez Coello und seiner Ehefrau Virginia Almendárez in Südkalifornien geboren, wo sie mit zwei Schwestern aufwuchs. Ihr Vater stammt aus Honduras und ihre Mutter ist mexikanischer Herkunft. Durch ihre hart arbeitenden Eltern kamen die Geschwister zu einem Leben in den höheren Kreisen von Los Angeles. Raisa begann mit fünf Jahren Tanzstunden zu nehmen. Daneben betrieb sie Karate und Eiskunstlauf, was ihr in ihrer späteren Schauspielkarriere eine Hilfe war. In ihrem Juniorjahr an der Highschool begann Raisa ihre Karriere als Schauspielerin. Anfangs war sie in diversen Printmedien als Fotomodel zu sehen, mit der Zeit folgten Werbespots im Fernsehen. Den Sprung ins Fernsehen schaffte sie 2004 in American Family: Journey of Dreams und im Jahre 2005 in einer Episode von Over There – Kommando Irak. 2006 wurde sie noch in ihrem Seniorjahr an der Highschool Nebendarstellerin in Girls United. Nach einer weiteren Nebenrolle in dem Film Deckname Shredderman (2007) und einem Engagement im spanischen Film ASD. Alma sin dueño (2008) übernahm sie ebenfalls im Jahre 2008 eine Hauptrolle im ABC-Family-Film Liebe und Eis 3. Dabei spielte sie die Eishockeyspielerin Alex Delgado, die Eiskunstläuferin wird.
Im Jahr 2008 wurde sie Teil der Hauptbesetzung der Fernsehserie The Secret Life of the American Teenager, wo sie die Rolle der Adrian Lee innehatte und bis zum Ende der Serie im Juni 2013 in 118 verschiedenen Episoden eingesetzt wurde. Nachdem sie bereits im Jahre 2006 bei Girls United in einem Cheerleaderfilm mitgewirkt hatte, wurde sie im Jahre 2009 in Fired Up! ein weiteres Mal in einem Film dieser Gattung eingesetzt, hatte dabei allerdings eine vergleichsweise kleine Rolle inne. Außerdem war sie 2009 in einer Folge von In Plain Sight zu sehen. Im Jahr 2010 hatte sie zum einen im Film Bulletface eine Nebenrolle und wurde zum anderen ein weiteres Mal in einer Hauptrolle im Film Liebe und Eis 4 – Feuer und Eis eingesetzt. Dabei mimte sie erneut die ehemalige Eishockeyspielerin Alex Delgado, die zum Eiskunstlauf umgestiegen war.
Neben ihren Auftritten in Film und Fernsehen war sie in verschiedenen Musikvideos zu sehen. So arbeitete sie unter anderem mit dem Geschwisterpaar Savvy & Mandy zusammen und war in jeweils einem Musikvideo von Lil' Romeo und Iyaz zu sehen. Weiterhin war sie 2009 im Kurzfilm BOO zu sehen, bei dem David Henrie Regie führte und das Drehbuch schrieb.

## Privates
Raisa spendete der befreundeten Schauspielerin und Sängerin Selena Gomez eine Niere.

## Auszeichnungen
Raisa wurde mehrfach für ihre Rolle in der Fernsehserie The Secret Life of the American Teenager nominiert.
- 2009: Nominierung ALMA Award in der Kategorie beste Schauspielerin einer Dramaserie
- 2011: Nominierung ALMA Award in der Kategorie beste Schauspielerin einer Dramaserie
- 2012: Nominierung Teen Choice Award in der Kategorie „Choice TV: Female Scene Stealer“
- 2012: LA Femme International Film Festival in der Kategorie „Rising Star Award“

## Filmografie (Auswahl)
- 2004: American Family: Journey of Dreams
- 2005: Over There – Kommando Irak (Over There, Fernsehserie, eine Folge)
- 2006: Girls United – Alles oder Nichts (Bring It On: All or Nothing)
- 2007: Deckname Shredderman (Shredderman Rules)
- 2008–2013: The Secret Life of the American Teenager (Fernsehserie, 118 Folgen)
- 2008: ASD. Alma sin dueño
- 2008: Liebe und Eis 3 (The Cutting Edge 3: Chasing the Dream, Fernsehfilm)
- 2009: In Plain Sight – In der Schusslinie (In Plain Sight, Fernsehserie, eine Folge)
- 2009: Fired Up!
- 2009: BOO (Kurzfilm)
- 2010: Bulletface
- 2010: Liebe und Eis 4 – Feuer und Eis (The Cutting Edge: Fire & Ice, Fernsehfilm)
- 2010: CSI: Vegas (CSI: Crime Scene Investigation, Fernsehserie, eine Folge)
- 2012: Strain (Kurzfilm)
- 2013: Massholes (Webserie)
- 2013: The Mindy Project (Fernsehserie, eine Folge)
- 2013: Chastity Bites
- 2013: A Snow Globe Christmas (Fernsehfilm)
- 2013: Christmas Bounty (Fernsehfilm)
- 2016: Nicht mit mir! – Ein Sexopfer schlägt zurück (The Wrong Car)
- 2016: Hit the Floor (Fernsehserie, zwei Folgen)
- 2017: Dear White People (Fernsehserie, drei Folgen)
- 2018: Zum Leben erweckt 2 – Weihnachten mit Eve
- 2018–2024: Grown-ish (Fernsehserie)
- 2022–2023: How I Met Your Father (Fernsehserie)